# Zaporijjea, Mahdalînivka
Zaporijjea (în ucraineană Запоріжжя) este un sat în comuna Oleksandrivka din raionul Mahdalînivka, regiunea Dnipropetrovsk, Ucraina.

## Demografie
Componența lingvistică a localității Zaporijjea
     Ucraineană (88,89%)
     Rusă (11,11%)
Conform recensământului din 2001, majoritatea populației localității Zaporijjea era vorbitoare de ucraineană (88,89%), existând în minoritate și vorbitori de rusă (11,11%).